# Caizi jiaren
Caizi jiaren (em chinês:  才子佳人, transl. cáizǐ jiārén, literalmente "literato–beldade", algumas outras traduções incluem "talento e beleza" e "gênio e beleza") é um gênero de ficção chinesa que normalmente envolve um romance entre um jovem estudioso e uma linda garota. Eles foram muito populares durante o final da dinastia Ming e início da dinastia Qing.

## História
Três obras da dinastia Tang "particularmente influentes no desenvolvimento do modelo caizi-jiaren" foram a Biografia de Yingying, O Conto de Li Wa e Huo Xiaoyu zhuan (霍小玉傳, "A história de Huo Xiaoyu"). Song Geng escreve que Iu-Kiao-Li (Yu Jiao Li) foi "um dos romances caizi-jiaren mais conhecidos". Chloë F. Starr acrescenta que entre os mais conhecidos estavam Iu-Kiao-Li, Ping Shan Leng Yan, e Haoqiu zhuan.
Elementos deste tema também são comuns na ópera chinesa, como o Romance da Câmara Ocidental, que utiliza o termo caizi jiaren em seu texto, e O Pavilhão das Peônias. Em ambas as óperas, os amantes fogem, têm encontros secretos ou formam pares perfeitos, apesar da desaprovação dos pais. Mas o gênero finalmente alcançou uma identidade cultural e histórica independente no início da dinastia Qing, quando os escritores começaram a usar o termo caizi jiaren para um grupo de romances vernáculos com cerca de vinte capítulos que tinham personagens e enredos estereotipados ou padrão. O romance de meados do século XVIII O Sonho da Câmara Vermelha criticou-os e os literatos os consideraram inferiores e obscenos. No século XVIII, o gênero desenvolveu variedade à medida que o acadêmico e a beldade compartilhavam a ação com a fantasia e vários outros elementos (tais como juízes e tribunais, monges e freiras, bordéis e encontros ilícitos, etc.).

## Características do enredo
Hu Wanchuan (T胡萬川) escreve que o enredo típico de caizi jiaren é uma história de amor entre uma linda garota e um belo estudioso, cujas famílias são socialmente distintas e ambos têm aptidão para poesia e prosa. Normalmente, cada um dos protagonistas é filho único e, muitas vezes, pelo menos um dos pais está morto. Song Geng comenta que, com a morte de um ou mais pais, o número de personagens é reduzido, e "este enredo também pode servir para enfatizar o valor extraordinário e a perfeição incomparável do estudioso e da beldade".
A história, continua Hu Wanchuan, começa caracteristicamente com um encontro inesperado entre os dois e amor à primeira vista. A mulher muitas vezes tem uma serva engenhosa e perspicaz que serve como casamenteira e faz a mediação entre os amantes. A trama então trata dos obstáculos ao casamento. Esses obstáculos geralmente consistem no fato de o erudito não ter uma posição oficial e o pai ou a mãe da menina se oporem ao casamento. Muitas vezes, a história termina quando o jovem acadêmico passa nos exames imperiais e o casal está unido. A maioria das histórias de caizi jiaren tem finais felizes.
Keith McMahon comenta que os amantes nas histórias de caizi jiaren do início de Qing "são como opostos estereotipados dos personagens de obras anteriores". O amor do acadêmico e da beldade "contrasta fortemente" com as representações da ficção Ming tardia, onde o amor é mais erótico do que espiritual. No romance caizi jiaren, "o sentimento substitui a libido" e "sentimentos internos refinados substituem sensações externas vulgares".
Uma característica das primeiras obras do período Qing é o respeito mútuo entre os sexos. Os homens não condescendem com as mulheres e, em muitos casos, a jovem talentosa e independente é igual ao seu amante. Como muitas vezes ela é filha única e foi cuidada e educada por seu pai como se fosse um menino, ela habilmente ajuda seu pai e seu amante a saírem das dificuldades. Uma beldade afirma seu lema como "embora no corpo eu seja uma mulher, na ambição eu supero os homens" e um pai diz sobre essa filha que ela vale dez filhos. Seus papéis e personalidades são tão semelhantes que, em muitos casos, a mulher se veste de homem. No entanto, a relação não é inteiramente igual. Vestir-se como homem, por exemplo, representa mobilidade ascendente, mas há poucos casos de homens que se vestem como mulheres, exceto para seduzir mulheres ou para procurar encontros homossexuais. Nem há necessariamente igualdade no número de parceiras, uma vez que em vários romances posteriores o homem toma mais de uma esposa ou tem uma série de amantes. No final das contas, o que a bela quer é escolher um homem que seja digno dela.

## Personagens
Além da beleza física, os dois personagens principais (principalmente a menina) também possuem muitas outras características positivas, como talento literário, nascimento nobre, virtude e castidade. O prefácio de Iu-kiao-li: ou, os Dois Primos Justos (Yu Jiao Li) afirma que "O jovem é tão belo quanto a menina, enquanto a menina é tão brilhante quanto o jovem".
Pseudo-caizi, que fingem ser caizi, são contrapontos à verdadeira caizi nas histórias caizi jiaren.

## Influência e recepção
Os romances de caizi jiaren desempenharam um papel fundamental na história literária, com obras como Haoqiu zhuan e Iu-Kiao-Li sendo alguns dos primeiros romances traduzidos na língua inglesa, e alguns até se tornaram best-sellers na Europa. Esses romances tiveram impacto especialmente na Europa em meados do século XVIII e início do século XIX.
Embora estes romances caizi jiaren continuassem com os elementos extravagantes da ficção chuanqi e atingissem um público ainda mais vasto do que nunca, nem sempre foram apreciados e respeitados na China; literatos e intelectuais confucionistas os consideraram vulgares (portanto, eram frequentemente publicados sob um pseudônimo) e como "comédias românticas alegres", e no início do século XX, escritores progressistas modernos também criticaram esses romances como sendo frívolos e escapistas. Starr escreveu que os romances do gênero "encontraram um silêncio crítico semelhante ao que oclui os romances da luz vermelha, embora por razões estéticas aparentemente mais 'objetivas', depois que o gênero foi descartado por sua falta de imaginação".
A recepção crítica destes romances, no entanto, viu uma nova luz na segunda metade do século XX e no século XXI, quando novos estudos sobre o assunto começaram a aparecer na China e no Ocidente. Os estudiosos notaram a ludicidade dos escritos, bem como o retrato dinâmico dos sexos e dos papéis de gênero, e o domínio das protagonistas femininas nesses romances.
Além disso, Song escreveu que "embora a obra-prima Honglou meng [Sonho da Câmara Vermelha] não possa ser considerada um romance caizi-jiaren como tal, há pouca controvérsia sobre a influência da caracterização e do tema caizi-jiaren nele". Robert E. Hegel, em sua resenha de The Chinese Novel at the Turn of the Century, escreveu que a descrição de Jean Duval de A Tartaruga de Nove Caudas "faz com que o romance pareça estar em dívida com Haoqiu zhuan 好逑傳 e talvez outras obras da tradição romântica caizi jiaren anterior". Hegel afirmou em outro lugar que O Tapete de Pregação Carnal (Rou putuan) pretendia satirizar o sistema de exame imperial e parodiar os padrões dos romances caizi jiaren.
Esses romances românticos caizi jiaren também foram amplamente adaptados na Ásia Oriental. O romance Jin Yun Qiao , por exemplo, seria adaptado para o vietnamita por Nguyễn Du como O Conto de Kieu (1820) e ao japonês por Takizawa Bakin como Fūzoku kingyoden (風俗金魚伝, 1839).